# Amer Sports
Amer Sports (tidigare: Amer-Yhtymä) är en finländsk sportutrustningstillverkare med huvudkontor i Helsingfors, grundad 1950. Amer Sports var från början ett konglomerat med intressen i skeppsägande, tobaksproduker och tidningsutgivning. Amer har sedan utvecklats till en koncern med intressen i sportutrustning. Idag har företaget över 6 600 anställda och är noterat på börsen i Finland.
Amer grundades som ett tobaksbolag 1950 under namnet Amer-Tupakka Oy. Under 1960-talet investerades vinsterna i tobaksrörelsen i rederiverksamhet. Under 1970-talet köpte Amer upp pappersbolag och tryckerier, bland annat Weilin+Göös 1970. 1974 köpte bolaget Koho-Tuote som tillverkar ishockeyklubbor varpå bolaget startar sin verksamhet inom sportutrustning. 1985-1991 ägde Amer textilföretaget Marimekko. 1986 bildades en sportdel i bolaget och Amer köpte upp flera varumärken, bland annat Wilson och Atomic. 2004 bytte bolaget namn till Amer Sports.
I mars 2019 köptes Amer Sports upp av ett konsortium lett av kinesiska Anta Sports.

## Företag
Företag som ingår i Amer Sports-koncernen.
- Arc'teryx
- Armada Skis
- Atomic
- DeMarini
- ENVE Composites
- Louisville Slugger
- Mavic
- Peak Performance
- Precor
- Salomon
- Sports Tracker
- Suunto
- Wilson